# Марія Брабантська (імператриця Священної Римської імперії)
Марія Брабантська (бл. 1190 — травень / червень 1260) — член дому Реньє, імператриця Священної Римської імперії і королева Німеччини в 1214—1215 роках, друга дружина Оттона IV.

## Життєпис
Марія була старшою донькою герцога Брабанта Генріха I і його дружини Матільди Булонської.

### Перший шлюб
Марія була заручена з королем Оттоном IV у 1198 році, коли він боровся за трон з Філіппом Швабським. Її батько, герцог Генріх I, спочатку підтримував Вельфів, але потім зайняв нейтральну позицію. Коли в 1204 році він перейшов на бік Гогенштауфенів, шлюбні плани здавалися нездійсненними.
Після того як Філіпп Швабський був убитий в 1208 році, Оттон IV став незаперечним римським королем і був коронований імператором Священної Римської імперії татом Іннокентієм III у 1209 році. Герцог Генріх Брабанський поспішив примиритися з правителем з дому Романових, який незабаром після своєї коронації, посварився з Папою Римським через Сицилійське королівство, яким на той час правил Фрідріх II з дому Гогенштауфенів, племінник покійного Філіппа Швабського. Оттон був відлучений від церкви своїм колишнім союзником Папою Інокентієм, і у вересні 1211 року він був обраний антикоролем. Рік по тому він демонстративно одружився з Беатрисою Швабською, донькою покійного Філіппа Швабського і двоюрідного брата Фрідріха по батьківській лінії.

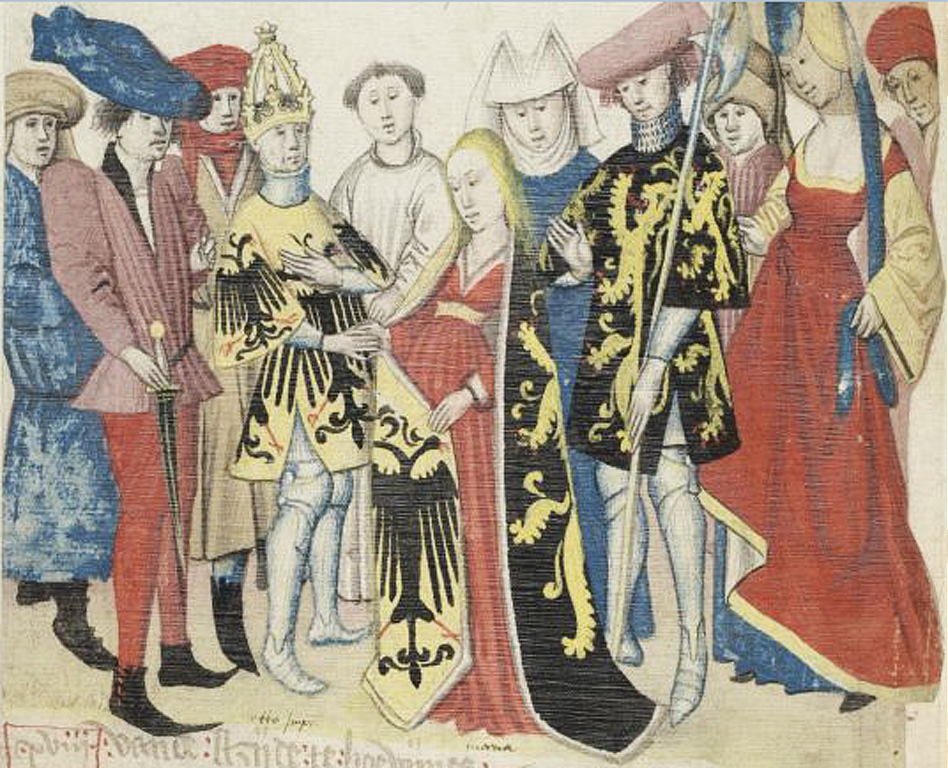
Весілля Марії та Оттона IV, малюнок з рукопису XV століття.

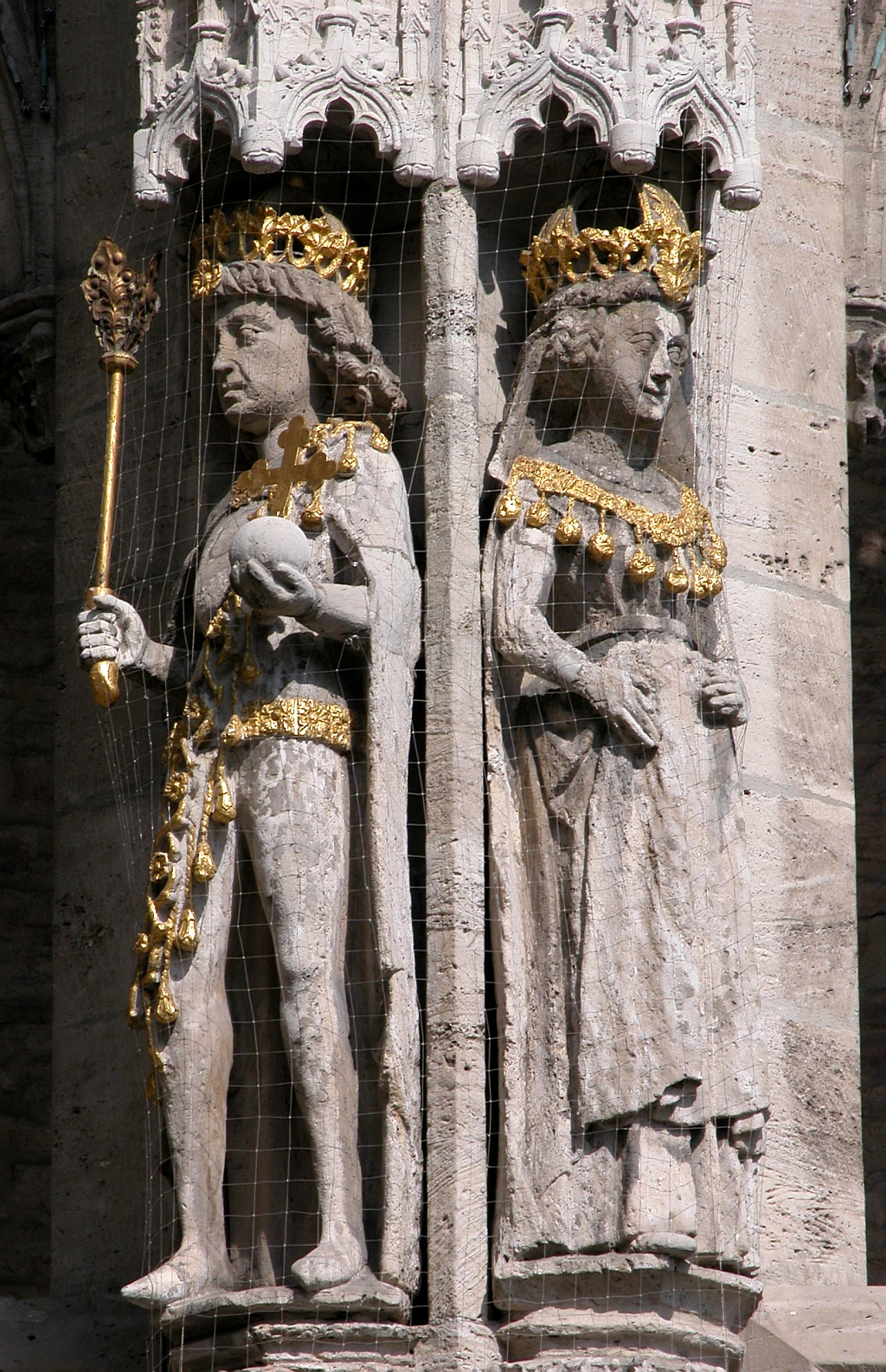
Оттон IV і Марія Брабантська.

Тільки після смерті Беатріс через кілька тижнів після весілля його заручини з Марією Брабантською знову стали значущими. На той час Оттон IV знову був залучений до війни проти свого суперника, короля Фрідріха II. Якщо кілька прихильників Гогенштауфенів спочатку підтримували імператора Оттона через його шлюб з Беатрисою, більшість з яких на той час перейшли на бік Фрідріха II. Коронований архієпископом Майнца Зігфрідом II у грудні 1212 року Фрідріх продовжував своє повстання, що тривало, і Оттон перебував під постійним тиском. Він і Марія Брабантська одружилися 19 травня 1214 року в Маастрихті. Їй було близько двадцяти чотирьох років, а її чоловікові — тридцять дев'ять.
У розпал конфлікту Ґвельфів та гібелінів Марія стала імператрицею розділеної Священної Римської імперії. Правління її чоловіка закінчилося, коли Фрідріх уклав союз з французьким королем Філіппом II і змусив Оттона вступити в англо-французьку війну. 27 липня 1214 року імператорська армія була остаточно розбита в битві при Бувіні і була змушена відступити. Король Філіпп II відправив захоплений імперський орел Фрідріху. Оттон з дружиною був змушений піти у свої родові маєтки в Брауншвейгу.

### Другий шлюб
Після смерті чоловіка Марія залишалася вдовою близько двох років. У липні 1220 року його знову вийшла заміж, за графа Голландії Віллема I. Втім чоловік помер через два роки, 4 лютого 1222 року. У нього залишилися щонайменше п'ять дітей. Фахівці у галузі генеалогії вважають, що всі п'ятеро були народжені в шлюбі з його першою дружиною Аделаїдою Гелдернською. Проте, існує деяка невизначеність в датах їх народження.
Марія пережила свого другого чоловіка на тридцять вісім років, але не вийшла заміж втретє. Вона заснувала цистерціанський монастир у Біндері, Брабант (частина сучасного Гелмонда). Вона була похована в церкві Святого Петра в Левені.